# El Port de la Selva
El Port de la Selva település Spanyolországban, Girona tartományban. El Port de la Selva Cadaqués, Roses, La Selva de Mar, Palau-saverdera, Pau, Vilajuïga és Llançà községekkel határos. Lakosainak száma 1061 fő (2024).

## Népesség
A település népessége az elmúlt években az alábbi módon változott:
| Lakosok száma | 2718 | 1441 | 905  | 907  | 760  | 922  | 1015 | 980  | 970  | 1061 |
|               | 1787 | 1900 | 1940 | 1965 | 1991 | 2004 | 2009 | 2014 | 2019 | 2024 |